# Piramiden van Mazghoena
De twee kleine piramiden van Mazghoena liggen ten zuiden van Dasjoer.
Ze waren mogelijk de piramides van de laatste twee vorsten uit de 12e dynastie, namelijk Amenemhat IV en Nefroesobek. Ze zijn genoemd naar Mazghoena, een dorp dicht bij de vindplaats.